# 榎木孝知
榎木 孝知（えのき たかとも） は、日本の技術者。元NTTフォトニクス研究所所長。元電子情報通信学会エレクトロニクスソサイエティ会長。

## 人物・経歴
1984年東京工業大学大学院修士課程修了、日本電信電話公社入社。1986年信学会学術奨励賞受賞。1996年東京工業大学より博士（工学）の学位を取得。光通信や、高速集積回路の研究開発を行い、2003年から2004年まで電子情報通信学会電子デバイス研究専門委員会委員長。2010年NTTフォトニクス研究所所長。2013年から2014年まで電子情報通信学会エレクトロニクスソサエティ会長。